# Salaš u Velehradu

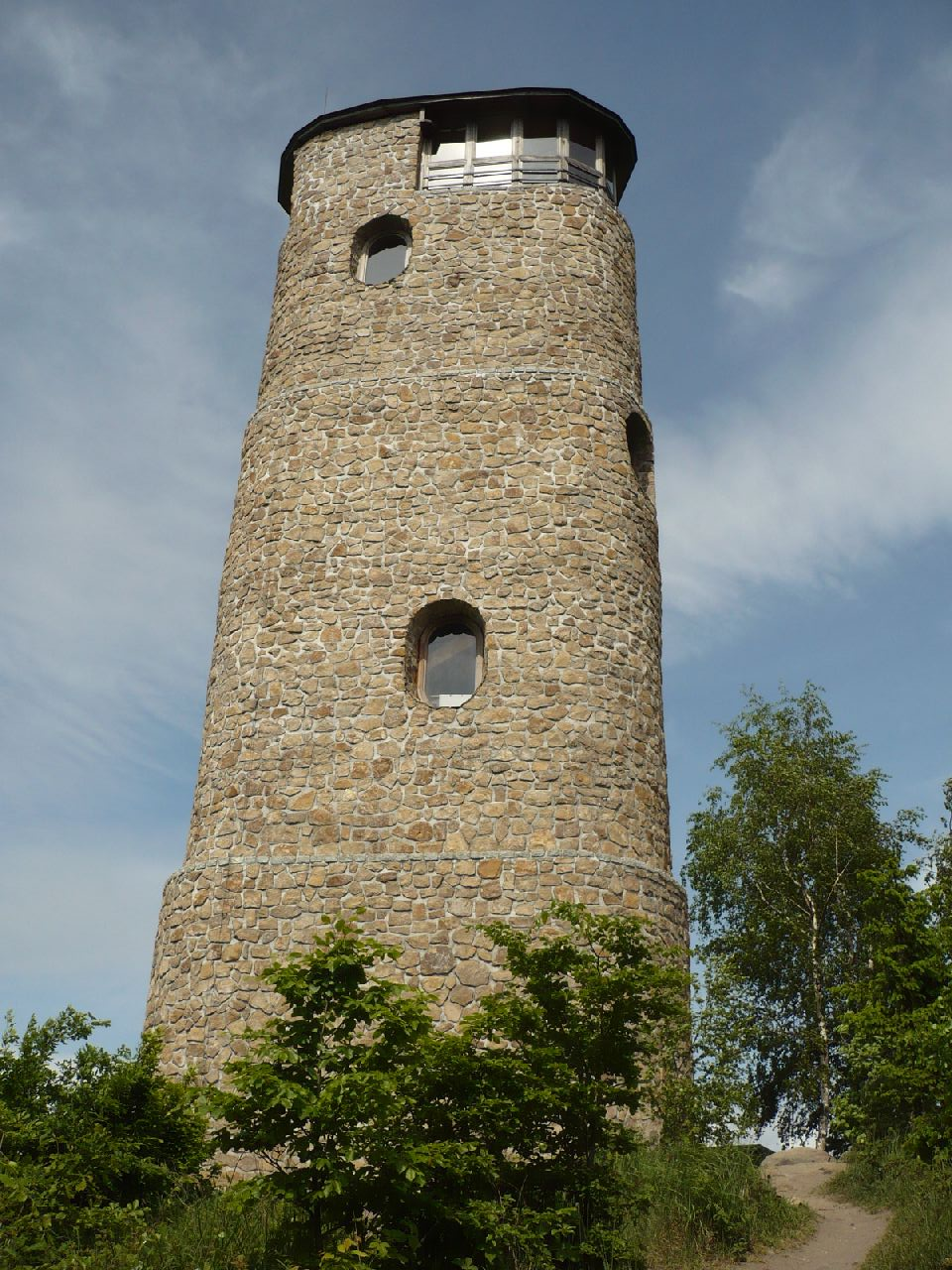
Der Aussichtsturm von Brdo

Salaš (deutsch Sallasch) ist eine Gemeinde in Tschechien. Sie liegt 15 Kilometer nordwestlich von Uherské Hradiště und gehört zum Okres Uherské Hradiště.

## Geographie
Salaš befindet sich in den Wäldern des Marsgebirges am Bach Salaška. Östlich erhebt sich der Hügel Hrušová (389 m) im Nordwesten liegt der Brdo (589 m).
Nachbarorte sind Bunč im Norden, Jankovice im Nordosten, Kopaniny im Osten, Jalubí im Südosten, Velehrad und Chabaně im Süden, Buchlov im Südwesten, Zikmundov und Staré Hutě im Westen sowie Roštín im Nordwesten.

## Geschichte
Die Weidegründe an der Salaška wurden ab dem 17. Jahrhundert durch das Gut Buchlov genutzt. 1692 verzeichnete das Kloster Velehrad unter den Einnahmen aus der Viehwirtschaft erstmals auch solche von der salaše (Sennerei). 1713 erfolgte eine Teilung des Gebietes in einen klösterlichen Anteil (Salaš monasterii), der andere Teil blieb bei der Herrschaft Buchlovice. Ob Salaš zu dieser Zeit schon besiedelt war, ist nicht bekannt. Es wird angenommen, dass die Besiedlung um 1750 erfolgte. Seit 1771 sind von Buchlovský Salaš und Velehradský Salaš Hausnummern überliefert. Buchlovský Salaš wurde 1779 aus der Pfarre Buchlov ausgegliedert und der geistlichen Verwaltung des Klosters zugeordnet.
Nach der Auflösung des Klosters wurde die Teilung des Ortes aufgehoben. Salaš wurde 1814 mit der Kolonie Modrá zu einer Dominikalgemeinde der Herrschaft Buchlov und blieb aber nach Velehrad gepfarrt. Nach der Aufhebung der Patrimonialherrschaften entstand 1848 die politische Gemeinde Salaš im Bezirk Ungarisch Hradisch.
Während des Zweiten Weltkrieges waren die Wälder des Marsgebirges Unterschlupf der zur 1. Tschechoslowakischen Brigade "Jan Žižka" gehören Partisanenabteilung "Olga".  Nachdem am 29. April 1945 in Bunč die Übergabe des gefangenen Kommandeurs der 16. Panzerdivision, Generalmajor Dietrich von Müller, gescheitert war und in einer Schießerei endete, rückten weitere deutsche Truppen in das Gebirge vor. Die Bergbaude Bunč wurde noch am selben Tage niedergebrannt. Am gleichen Tage besetzte eine 40 Mann starke Gruppe des Litenčicer Strafkommandos aus Angehörigen der Wlassow-Armee, Polendeutschen und der Gestapo den Ort. Sie gaben sich als russische Partisanen aus und gaben vor, sich der Abteilung Olga anschließen zu wollen. Zusammen mit 20 zusammengetrommelten "Freiwilligen" aus dem Dorf zogen sie zur Vápenice, wo sie mit dem Ruf "Hier Geheime Staatspolizei!" 19 ihrer Geiseln erschossen.
Heute ist Salaš vor allem ein Erholungsort.

## Gemeindegliederung
Für Staré Hutě sind keine Ortsteile ausgewiesen.   

## Sehenswürdigkeiten
- Gipfel Brdo mit Aussichtsturm
- Megalith Králův stůl, östlich des Ortes
- Denkmal für die Tragödie von Salaš (salašská tragédie) am 29. April 1945, westlich des Ortes
- Kapelle